# Sandra Ramajo
Sandra Ramajo Moreno (Irún, Guipúzcoa, 17 de agosto de 1987) es una futbolista profesional española que jugó como defensa del CFF Albacete en la segunda división española. Fue jugadora de la Real Sociedad en la Liga Iberdrola durante 11 temporadas.

## Biografía
Cursó sus estudios en el instituto IES Pio Baroja y el IES Plaiaundi de Irún . Ramajo es auxiliar de enfermería y tiene  el grado de monitora deportiva.

## Trayectoria

### Inicios
A los 3 años, comenzó a dar sus primeras patadas al balón, junto a su hermana mayor, que también jugó en el CD Mariño Kirol Kluba de Irún. Después, formó parte del equipo del colegio, Txingudi Ikastola, donde  competía a nivel escolar. En ese mismo equipo coincidió con otras jugadoras como Nahikari Antón y Saioa Oyarzun, que, como ella, también llegaron a ser futbolistas profesionales. A los 12 años, fichó por el Club Deportivo Dunboa-Eguzki, donde permaneció 2 temporadas, jugando en la categoría territorial guipuzcoana.
En 2003, fichó por el Mariño Kirol Kluba, donde compitió en la categoría nacional. Durante su estancia en este club, tuvo una buena progresión que le sirvió para hacerse un hueco en la Euskal Selekzioa, tanto en las categorías sub-17 como en las sub-25. También fue convocada para un entrenamiento de la Selección Española y un encuentro contra la Selección de Chile.
Ramajo desmostró una gran vesatilidad pudiendo jugar de lateral izquierdo, derecha y de central. En 2008, la Real Sociedad de Fútbol la incorporó a sus filas, para jugar en la Primera División. Desde la temporada 2017-2018 es la capitana del equipo blanquiazul.

### Real Sociedad
Ramajo lleva en la Real Sociedad desde el 2008 y se caracteriza por su polivalencia, contundencia defensiva y buen golpeo con ambas piernas.

Desde la temporada 2017-2018 es la capitana del equipo blanquiazul. 

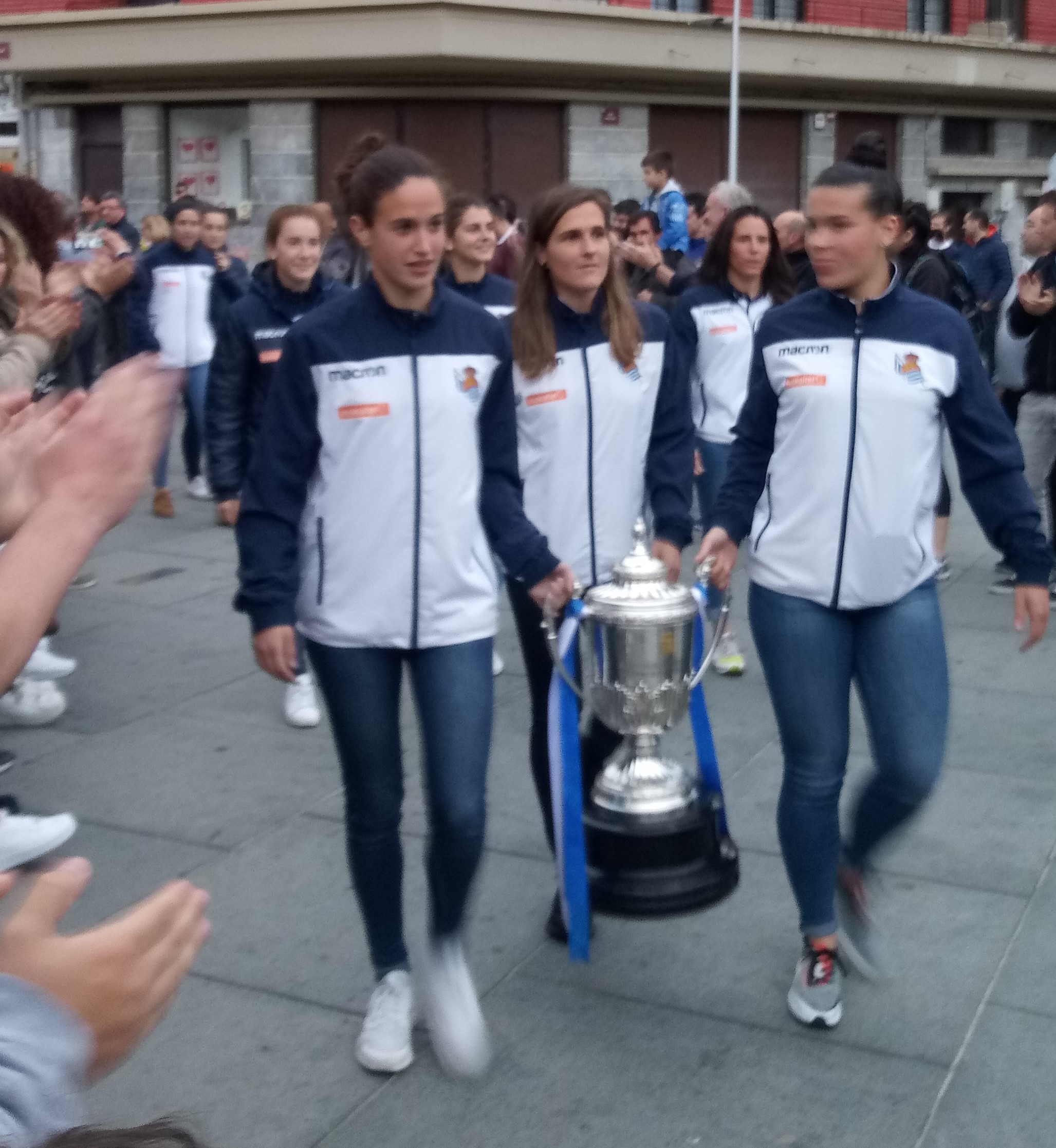
Ramajo (en el centro) a su llegada a Irún con la Copa de la Reina 16-05-2019

Sin embargo, la capitanía no es una situación nueva para la irundarra, ya que en la temporada 2015-2016, era también una de las tres capitanas, justo por detrás de Aintzane Encinas y Maialen Zelaia.

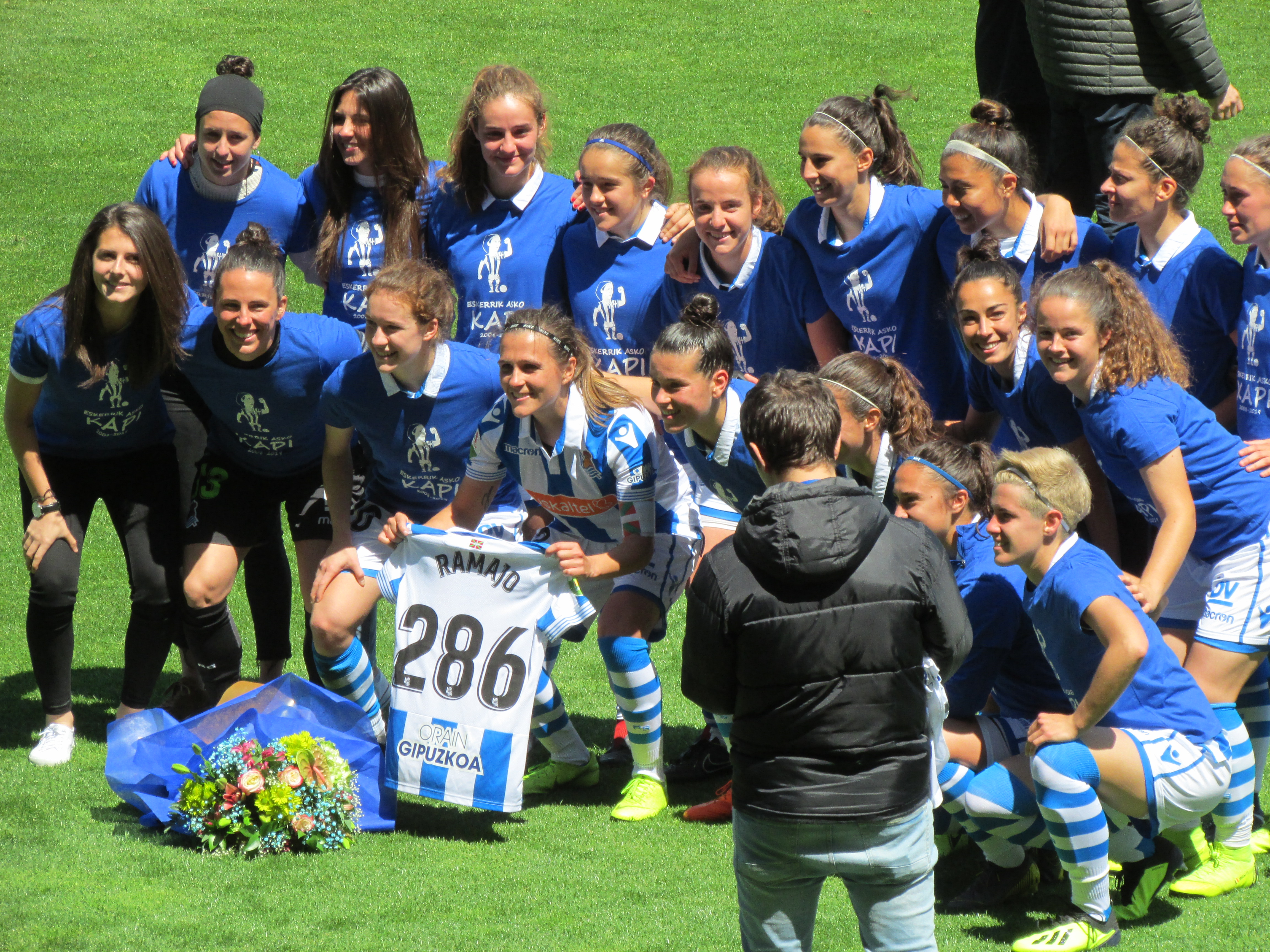
Despedida de Sandra Ramajo 05-05-2019

En 2018, durante el partido de ida de los cuartos de final de la Copa de la Reina, sufrió una rotura del ligamento cruzado anterior de la rodilla izquierda, que le obligó a pasar por el quirófano. La jugadora irundarra, que esa temporada había sido una de las jugadoras de referencia de la Real, tuvo que permanecer 6 meses lejos de los terrenos de juego. Hasta ese momento, Ramajo había sido una pieza clave en el esquema del entrenador Gonzalo Arconada, lo que le valió la renovación de su contratato que expiraba ese mismo año
El 3 de mayo de 2019, tras 11 temporadas en el club txuri-urdin y 286 partidos oficiales, Ramajo anunció su retirada de la Real, pero no del fútbol profesional, tras declinar la oferta de renovación del equipo donostiarra.

### Fundación Albacete
Antes de finalizar la temporada 2018/19, Ramajo anunció su deseo de abandonar la Real, pese a haber recibido una oferta de renovación. Al finalizar la temporada, anunció su fichaje por el Fundación Albacete que compiete en la segunda división.

## Clubes
| Club               | País   | Año        |
| ------------------ | ------ | ---------- |
| CD Mariño          | España | 2003- 2008 |
| Real Sociedad      | España | 2008- 2019 |
| Fundación Albacete | España | 2019- Act. |

## Premios y reconocimientos

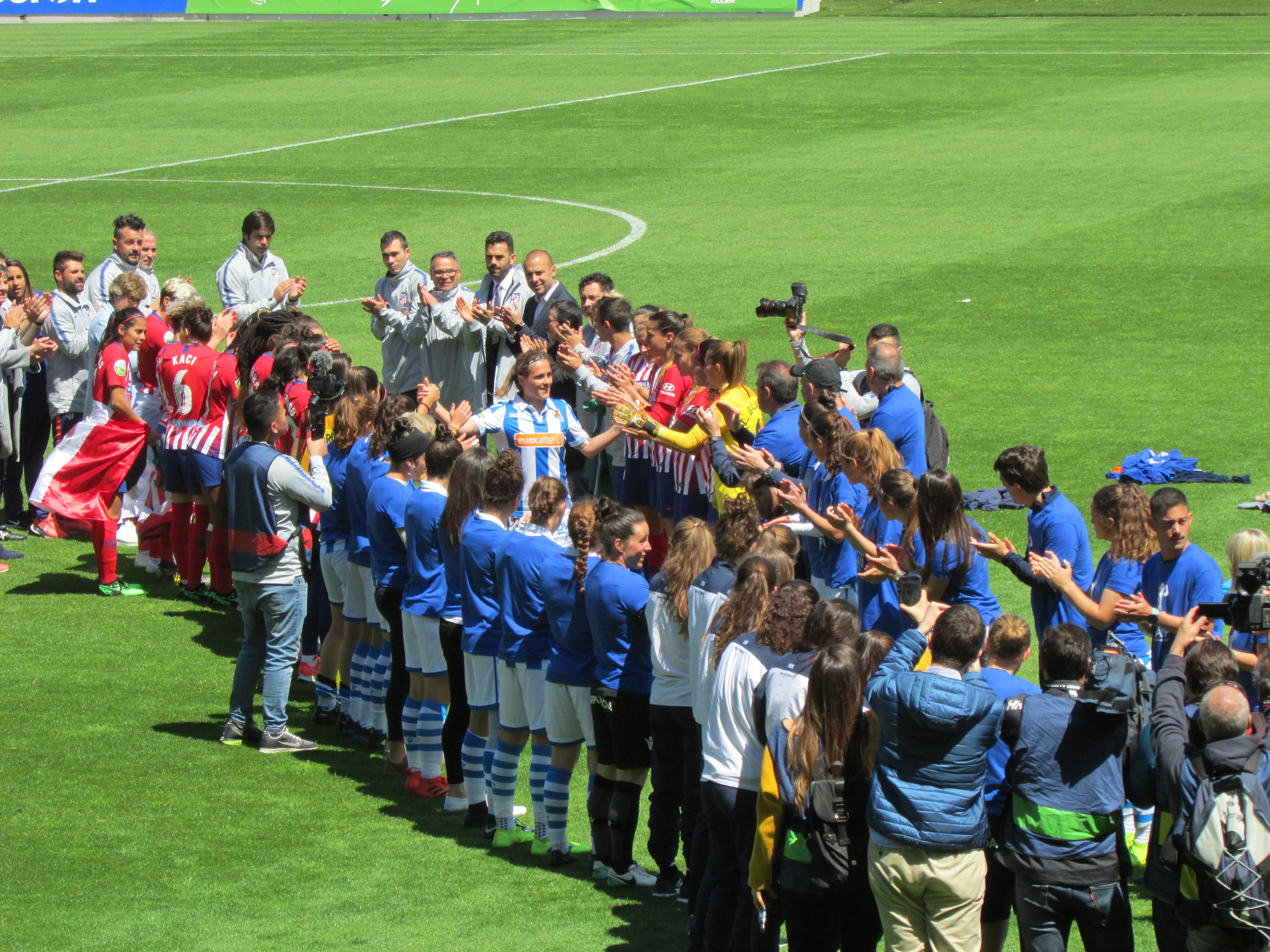
Pasillo en honor a Sandra Ramajo 05-05-2019

- Ramajo es la representante de la Real Sociedad en la reunión anual de capitanas de la Liga Iberdrola.[25]
- Forma parte de las futbolistas denominadas "One Club Women", que se caracterizan por haber defendido siempre los colores de un único equipo en su carrera deportiva en primera división.[26]
- En el último partido de liga de la temporada 2018/19, frente al Atlético de Madrid, Ramajo fue homenajeada en Zubieta por su larga trayectoria en la Real Sociedad.[27][28]

## Palmarés
| Título           | Club          | País   | Año       |
| ---------------- | ------------- | ------ | --------- |
| Copa de la Reina | Real Sociedad | España | 2018-2019 |